# Kempnyia klugii
Kempnyia klugii és una espècie d'insecte plecòpter pertanyent a la família dels pèrlids.
En el seu estadi immadur és aquàtic i viu a l'aigua dolça, mentre que com a adult és terrestre i volador. Es troba a l'Estat de Santa Catarina del Brasil (Sud-amèrica).